# عبد العبودات

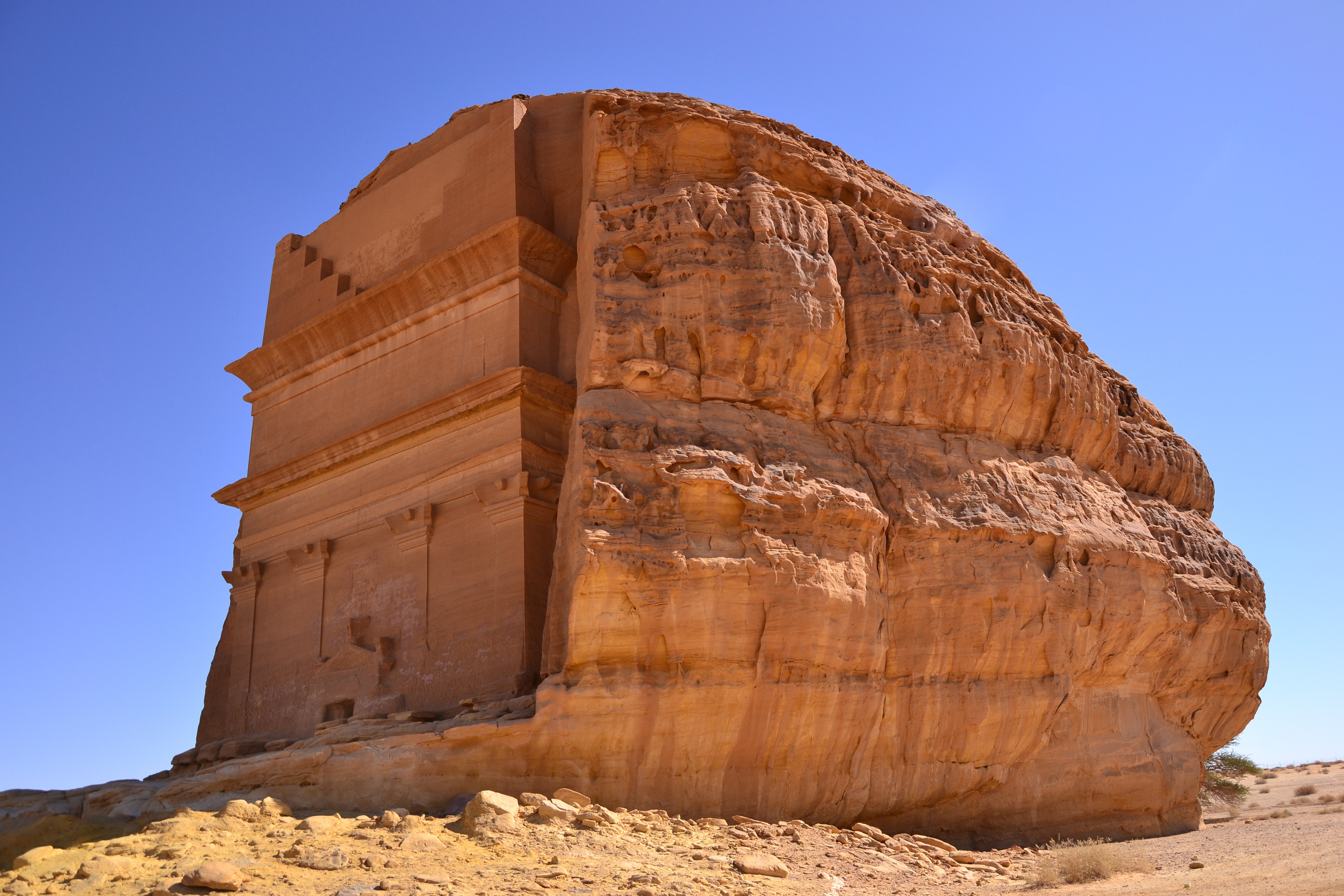
قبر ضخم منحوت في الصخر في الحجر

عبد العبودات بن وهب اللهي، كان بنّاءً عربيًا نبطيًا من القرن الأول عمل في مدينة الحِجر، وقام ببناء عدد من المقابر الأثرية المنحوتة في الصخر.
وقد سُمي من خلال النقوش الموجودة على خمسة من واجهات المقابر في الحجر باعتباره الحرفي المنفذ. على أساس النقوش، يمكن تأريخ أربع من الواجهات إلى عهد الملكين الحارث الرابع ومالك الثاني. ينتمي عبد العبودات إلى عائلة من البنائين المحترفين. ورث أعمال العائلة عن والده وهب الله وعمه عبد الحُرَيْتَات وخلفهما في ورشة واحدة على الأقل في الجيل الثاني من المهندسين المعماريين النبطيين. ويعتبر عبد العبودات الممثل الرئيس لإحدى المدرستين الرئيسيتين في فن بناء الحجارة النبطي، والتي ينتمي إليها والده عمه.